# 阿图尔·米科瓦伊切夫斯基
阿图尔·米科瓦伊切夫斯基（波蘭語：Artur Mikołajczewski，1990年6月27日—），波兰男子赛艇运动员。他曾代表波兰参加世界赛艇锦标赛，获得一枚金牌。他也曾参加2016年和2020年夏季奥运会。